# Time of Change
Time of Change è il quarto album in studio del gruppo musicale italiano The Trip, pubblicato nel 1973 dalla Trident Records.

## Descrizione
Si tratta dell'ultima pubblicazione del gruppo prima del loro scioglimento, avvenuto l'anno successivo. Al rock progressivo degli album precedenti si affiancano sonorità più incentrate sul jazz.

## Tracce
1. Rhapsodia – 20:02
2. Formula nova – 4:53
3. De sensibus – 4:12
4. Corale – 5:27
5. Ad libitum – 4:29

## Formazione
- Arvid Andersen – voce, basso
- Furio Chirico – voce, batteria, percussioni
- Joe Vescovi – voce, tastiera, arrangiamento